# Paris Expo Porte de Versailles
O Paris Expo Porte de Versailles é um centro de exposições e conferências em Paris, França. Está localizado no 15º arrondissement na estação de metrô Porte de Versailles entre o Boulevard Périphérique e os Boulevards dos Marechais. É o maior parque de exposições da França.
O Paris Expo Porte de Versailles possui 228 211 m2 (2 456 440 pés quadrados) de área de exposição, 8 pavilhões, 2 auditórios, 32 salas de reuniões. O centro de exposições hospeda mais de 120 feiras todos os anos, além de eventos, muitos lançamentos de produtos e convenções. A Tour Triangle, uma pirâmide de vidro de 180 metros de altura, está planejada para ser construída perto do local. Abriga um hotel de 120 quartos e 70 000 metros quadrados de escritórios.
A Paris Expo será uma sede dos Jogos Olímpicos de Verão de 2024, sediando competições de handebol, vôlei e tênis de mesa.